# Promenetus exacuous
Promenetus exacuous är en snäckart som först beskrevs av Thomas Say 1821.  Promenetus exacuous ingår i släktet Promenetus och familjen posthornssnäckor. Inga underarter finns listade i Catalogue of Life.